# Monelliopsis quadrimaculata
Monelliopsis quadrimaculata är en insektsart. Monelliopsis quadrimaculata ingår i släktet Monelliopsis och familjen långrörsbladlöss. Inga underarter finns listade i Catalogue of Life.